# Gyrinus piceolus
Gyrinus piceolus là một loài bọ cánh cứng trong họ van Gyrinidae. Loài này được Blatchley miêu tả khoa học năm 1910.